# Luigi Schiaparelli
Pour les articles homonymes, voir Schiaparelli.
Luigi Schiaparelli est un paléographe et diplomatiste italien, né le 2 août 1871 à Cerrione et mort le 26 janvier 1934 à Florence.
Après avoir étudié le latin médiéval, la paléographie à l’université Ludwig-Maximilian de Munich auprès de Ludwig Traube, il devient le collaborateur de Paul Fridolin Kehr pour l’Italia Pontificia  dans le cadre des Regesta Pontificum Romanorum financés par l’université de Göttingen, ce qui lui permit de dépouiller des sources inédites dans toute l’Italie. 
De retour en Italie, il étudie en 1901 à la Scuola storica di Roma et poursuit à Rome ses travaux sur les diplômes des rois d’Italie ; il dépouille les archives romaines, dont celles du chapitre de Saint-Pierre du Vatican. Il est appointé en janvier 1902 collaborateur de l’Istituto Storico Italiano per il Medioevo. À partir de 1903, il prend la succession de Cesare Paoli et enseigne la paléographie et la diplomatique au Regio Istituto di studi superiori di Firenze. Il épouse Maria Vitelli, fille de son collègue, le papyrologue Girolamo Vitelli.
Il publie de nombreuses éditions de chartes du haut Moyen Âge, notamment les diplômes des rois d’Italie et les deux premiers volumes du Codice diplomatico longobardo qui n’a été achevé qu’en 2003 par Carlrichard Brühl et Herbert Zielinski. Il étudie également les abréviations et la tachygraphie médiévales.

## Œuvres principales
- Le antiche carte dell’Archivio capitolare di S. Pietro in Vaticano, I et II, dans Archivio della R. Società romana di storia patria, no 24, 1901, pp. 393–496, et no 25, 1902, pp. 273–354.
- I diplomi di Berengario I, Rome, 1903, « Fonti per la storia d’Italia » vol. 35.
- I diplomi di Guido e di Lamberto, Rome, 1906, « Fonti per la storia d’Italia » vol. 36.
- I diplomi italiani di Lodovico III e di Rodolfo II, Rome, 1910, « Fonti per la storia d’Italia » vol. 37.
- I diplomi di Ugo e di Lotario, di Berengario II e di Adalberto, Rome, 1924, « Fonti per la storia d’Italia » vol. 38.
- Avviamento allo studio delle abbreviature latine nel medioevo, Florence, 1926.
- Codice diplomatico longobardo, I, Rome, 1929, « Fonti per la storia d’Italia » vol. 62.
- Codice diplomatico longobardo, II, Rome, 1933, « Fonti per la storia d’Italia » vol. 63.

Recueils d’articles
- Note di diplomatica (1896-1934), cur. Alessandro Pratesi, Turin, 1972.
- Note paleografiche (1910-1932), cur. Giorgio Cencetti, Turin, 1969.

## Sources
- Notice du catalogue général de la BnF
- Notice du Dizionario Biografico degli Italiani, version en ligne de Treccani.it
- Bibliographie de Luigi Schiaparelli sur le site des Regesta Imperii
- Bibliographie sur Scrinum
- Liens vers ses articles numérisés sur Scrineum